# Luis Alberto Martínez
Luis Alberto Martínez (17 de marzo de 1973, Paysandú), es un ex ciclista uruguayo.
Ha logrado ubicarse siempre en posiciones de vanguardia dentro del ciclismo uruguayo pero su principal victoria ha sido en la Vuelta Ciclista del Uruguay 2003, cuando culminó en primer lugar.
A nivel internacional ganó la Vuelta Ciclista del Paraguay en 2010.

## Palmarés
1999
- 1 etapa de Rutas de América

2003
- Vuelta Ciclista del Uruguay

2004
- 1 etapa de la Doble Bragado
- 1 etapa de la Vuelta Ciclista del Uruguay

2009
- 2.º en Campeonato Nacional de Contrarreloj

2010
- Vuelta Ciclista del Paraguay, más 1 etapa